# Louisa Nécib
Louisa Nécib (* 23. Januar 1987 in Marseille), seit ihrer Eheschließung Louisa Cadamuro, ist eine ehemalige französische Fußballspielerin.
Nécib wurde bezüglich ihrer technischen Fähigkeiten gelegentlich mit Zinédine Zidane verglichen, mit dem auch biographische Parallelen – beide weisen algerische Wurzeln auf und sind in derselben Vorstadt (La Castellane im 16. Arrondissement) aufgewachsen – bestehen.
Seit Juni 2016 ist sie mit dem Fußballspieler Liassine Cadamuro verheiratet.

## Karriere

### Vereine

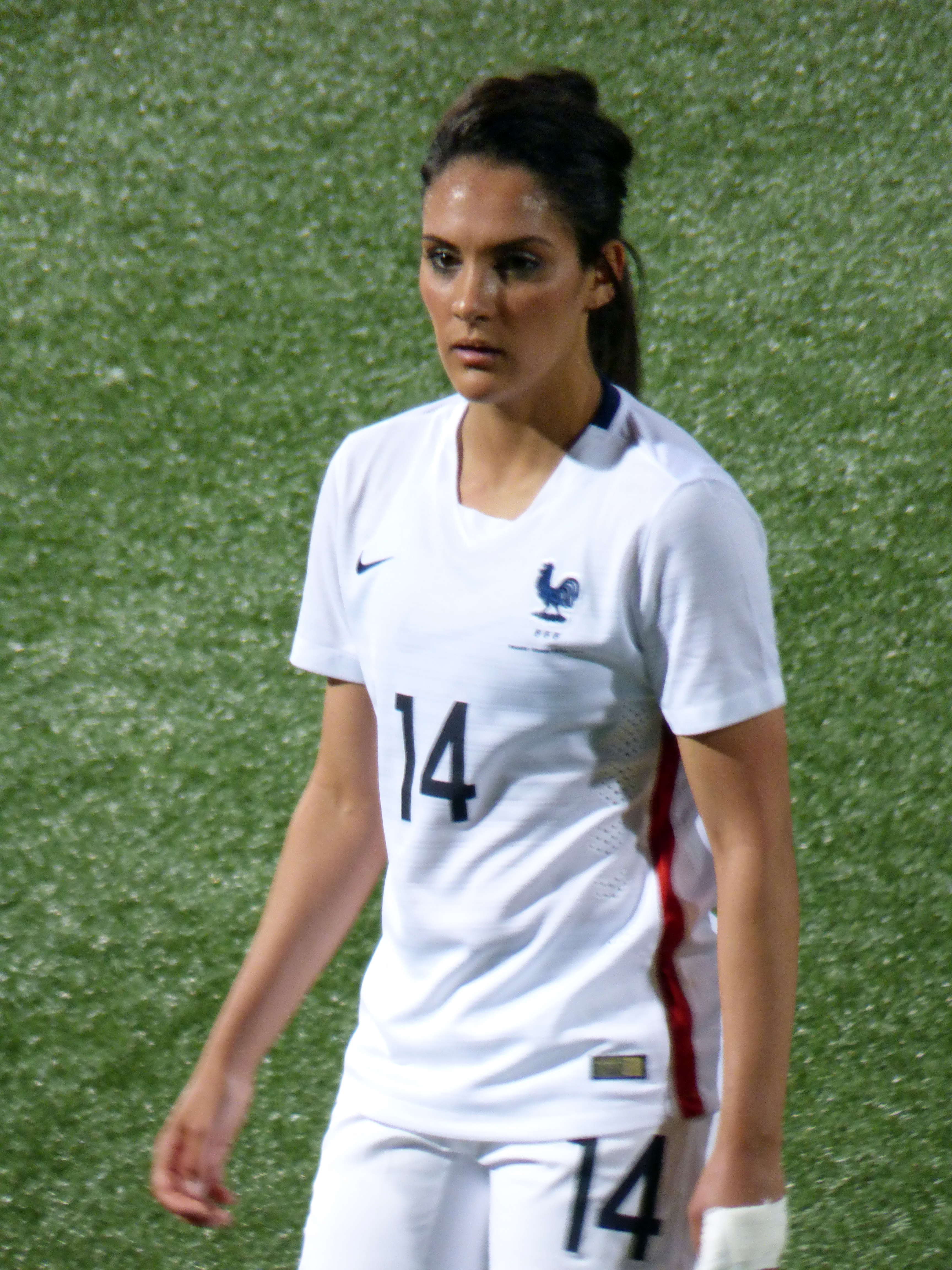
Nécib 2015 im Nationaltrikot

Die offensive Mittelfeldspielerin begann bei US Marseille 14ème und Celtic Marseille, bei dem sie bereits als 16-Jährige in der zweiten Frauenliga eingesetzt wurde. Von Marseille aus kam sie zu CNFE Clairefontaine, dem Verein des nationalen Nachwuchsleistungszentrums in Clairefontaine-en-Yvelines. In der Saison 2006/07 spielte sie für den Erstdivisionär HSC Montpellier und gewann mit dessen Frauenteam ihren ersten nationalen Titel, den französischen Pokal. Von 2007 bis 2016 stand sie bei Olympique Lyonnais unter Vertrag; mit OL gewann sie neunmal in Serie den französischen Meistertitel (2008 bis 2016), sechs weitere Landespokale sowie 2011, 2012 und 2016 auch dreimal die Champions League.

### Nationalmannschaft
Ihr Debüt in der Nationalelf gab sie am 19. Februar 2005 im Test-Länderspiel beim 2:0-Sieg über die Auswahl Norwegens. Ihr erstes Länderspieltor erzielte sie am 11. April 2007 beim 6:0-Sieg über die Auswahl Griechenlands mit dem Treffer zum zwischenzeitlichen 4:0 in der 41. Minute.
Bei der Europameisterschaft 2005 in England gehörte Necib zum Kader, kam mit ihrem Team aber nicht über die Gruppenphase hinaus.  Sie nahm auch an der Europameisterschaft 2009 in Finnland teil, kam in den drei Gruppenspielen zum Einsatz und erzielte ihr einziges Turniertor am 24. August 2009 im 1. Gruppenspiel beim 3:1-Sieg über Island. Im Viertelfinale schied sie mit der Mannschaft mit 4:5 i. E. gegen die Niederlande aus. Sie gehörte auch zum französischen Weltmeisterschaftsaufgebot 2011 und kam dort in allen sechs Spielen zum Einsatz, verletzte sich in der gegen Schweden verlorenen Partie um den dritten Platz allerdings frühzeitig. Zudem hatte die FIFA sie in die 12er-Auswahlliste für die Wahl der besten Spielerin aufgenommen. Sie gehörte zum französischen Olympiaaufgebot 2012 und bestritt bei diesem Turnier alle sechs Begegnungen der Bleues. Ebenso berief Trainer Bini sie in das EM-Aufgebot 2013 und setzte sie in Schweden in allen vier Begegnungen ein. Sie gehörte auch zum Kader für die Weltmeisterschaft 2015. Dort schied Frankreich im Viertelfinale gegen Deutschland unglücklich durch ein 4:5 im Elfmeterschießen aus, nachdem es nach 120 Minuten 1:1 gestanden hatte; Nécib hatte dabei den Führungstreffer zum 1:0 erzielt. Zum Abschluss ihrer internationalen Karriere stand sie erneut im französischen Aufgebot für das olympische Fußballturnier 2016.
Insgesamt bestritt sie 145 Länderspiele – die Aufnahme in den „internationalen 100er-Club“ schaffte sie bei der EM 2013 im Vorrundenspiel gegen England –, in denen sie 36 Tore erzielte (Stand: 13. August 2016). Ende Oktober 2011 hatte die FIFA Louisa Nécib zudem in ihre zehn Spielerinnen umfassende Vorauswahl für die Auszeichnung als Weltfußballerin des Jahres 2011 (Ballon d’Or) nominiert; dies wiederholte sich 2014.
Nach dem olympischen Turnier im August 2016 beendete Louisa Nécib ihre Karriere aus persönlichen Gründen.

## Titel und Auszeichnungen
- Französische Meisterin: 2008, 2009, 2010, 2011, 2012, 2013, 2014, 2015, 2016
- Französische Pokalsiegerin: 2007, 2008, 2012, 2013, 2014, 2015, 2016
- Champions-League-Siegerin: 2011, 2012, 2016
- Berufung in die Mannschaft des Turniers bei der Weltmeisterschaft 2011
- Wahl in das All-Star-Team der EM 2013